# Alain Onkelinx
Alain Onkelinx (Ougrée, 20 december 1956) is een Belgisch politicus van de PS en Waals Parlementslid.

## Levensloop
Hij is de zoon van Gaston Onkelinx en de oudere broer van Laurette Onkelinx.
Als bediende van de Stichting André Renard en gedelegeerde bij de CGSP, ging Onkelinx vanaf 1977 als kantoorbediende aan de slag bij de Luikse Associatie van Elektriciteit. Tevens was hij er verantwoordelijk voor de sociale relaties.
Net zoals zijn vader en zijn zus werd Onkelinx politiek actief bij de PS. In 2000 werd hij verkozen tot provincieraadslid van de provincie Luik.
Bij de regionale verkiezingen van 2004 stond hij als opvolger op de PS-lijst voor het Waals Parlement en het Parlement van de Franse Gemeenschap. In 2005 kwam hij in beide parlementen terecht als opvolger van de ontslagnemende Willy Demeyer. Hiervoor moest hij zijn mandaat van provincieraadslid wel stopzetten. In 2009 en in 2014 werd Onkelinx in deze mandaten herkozen. Van 2014 tot 2017 was hij ondervoorzitter van het Waals Parlement.
Daarnaast is hij sinds 2006 gemeenteraadslid van Seraing. In 2018 werd hij schepen van de gemeente. Vervolgens verliet hij het Waals Parlement, wegens de decumul die in werking trad.